# Sorceress (Opeth)
Sorceress is een studioalbum van de Zweedse muziekgroep Opeth. Zij bracht het album in de nazomer uit via hun eigen platenlabel Moderbolaget; wereldwijde distributie volgde via Nuclear Blast. Opnamen vonden plaats gedurende twaalf dagen in de Rockfield Studios in Mammouthshire, Wales; aanvullende opnamen in RAK Studios, Londen en in Stockholm en Bath. Muziekproducent Tom Dalgety leidde samen met Mikael Åkerfeldt de opnamen, die de band zelf omschreef als een observatie van het leven. Alle teksten kwamen uit de pen van Mikael Åkersfeldt; hij schreef tevens alle muziek, behalve voor Strange brew waarbij hij samenwerkte met Fredrik Åkesson. De muziek van Opeth bevindt zich op dit album opnieuw op de scheidslijn van progmetal en progressieve rock uit de jaren zeventig, terug te vinden in het te horen hammondorgel en de mellotron. Twee liedtitels lijken ook op de jaren zeventig te wijzen: The Wilde Flowers was een band binnen de Canterbury-scene, Seventh Sojourn is een albumtitel van Moody Blues (vol met mellotronklanken). Mikael Åkerfeldt gaf in interviews toe dat het album beïnvloed is door zijn doorgemaakteechtscheiding zonder daar in de teksten gewag van te maken. Of de titel met de scheiding te maken heeft (Sorceress betekent tovenaar of heks) is onbekend.
Het hoesontwerp met pauw is afkomstig van Travis Smith, geïnspireerd op zijn nachtmerrie (“inspired by various nightmares”).
Van het album werd ook een luxe uitvoering uitgegeven met een extra cd. Het album stond een week genoteerd in de Britse albumlijst (plaats 11). In de West-Europese landen verkocht het relatief beter, al was het aantal weken dat genoteerd werd in de albumlijsten laag, behalve in België, maar dat kent een Top 200. In Duitsland haalde het de eerste plaats; in Nederland plaats 11 (vier weken notering), in België (Vlaanderen) plaats 16 (15 weken notering). In thuisland Zweden werd een zevende plaats gehaald in twee weken.

## Musici
- Mikael Åkerfeldt – zang, elektrische en akoestische gitaar
- Fredrik Åkesson – elektrische en akoestische gitaar, achtergrondzang
- Joakim Svalberg – Hammondorgel (C3), Mellotron, Fender Rhodes 88, klavecimbel, piano, Moog  synthesizer, percussie, achtergrondzang
- Martín Méndez – basgitaar
- Martin Axenrot – drumstel, percussie

met
- Pascale Marie Vickery – spreekstem op Persephone en Persephone (Slight return)
- Wil Malone – arrangement voor strijkinstrumenten

## Muziek
| Nr. | Titel                      | Duur |
| --- | -------------------------- | ---- |
| 1.  | Persephone                 | 1:51 |
| 2.  | Sorceress                  | 5:49 |
| 3.  | The wilde flowers          | 6:49 |
| 4.  | Will O the wisp            | 5:07 |
| 5.  | Chrysalis                  | 7:16 |
| 6.  | Sorceress 2                | 3:49 |
| 7.  | The seventh sojourn        | 5:29 |
| 8.  | Strange brew               | 8:44 |
| 9.  | A fleeting glance          | 5:06 |
| 10. | Era                        | 5:41 |
| 11. | Persephone (slight return) | 0:54 |

| Nr. | Titel             | Duur  |
| --- | ----------------- | ----- |
| 1.  | The ward          | 3:13  |
| 2.  | Spring MCMLXXIV   | 6:11  |
| 3.  | Cusp of eternity  | 5:44  |
| 4.  | The drapery falls | 10:23 |
| 5.  | Voice of treason  | 8:10  |

De tracks 3, 4 en 5 zijn opgenomen tijdens het concert dat de band gaf in Plovdiv, Bulgarije onder begeleiding door het orkest van de plaatselijke opera en koor onder leiding van Levon Manukjan.